# Retching Red
I Retching Red sono una hardcore punk band di Oakland (California), formata nel 2004 dalla cantante Cinder Block (ex cantante dei Tilt) e dal bassista Cyco Loco (che suona anche negli Oppressed Logic). Gli altri membri sono Jake Dudley (chitarrista) e Adam Grant (batterista), entrambi anche loro facenti parte della band Oppressed Logic.

## Formazione
- Cinder Block - voce
- Cyco Loco - basso
- Jake Dudley - chitarra
- Adam Grant - batteria

## Discografia
- 2005 - Get Your Red Wings
- 2006 - Scarlet Whore Of War